# Călușari

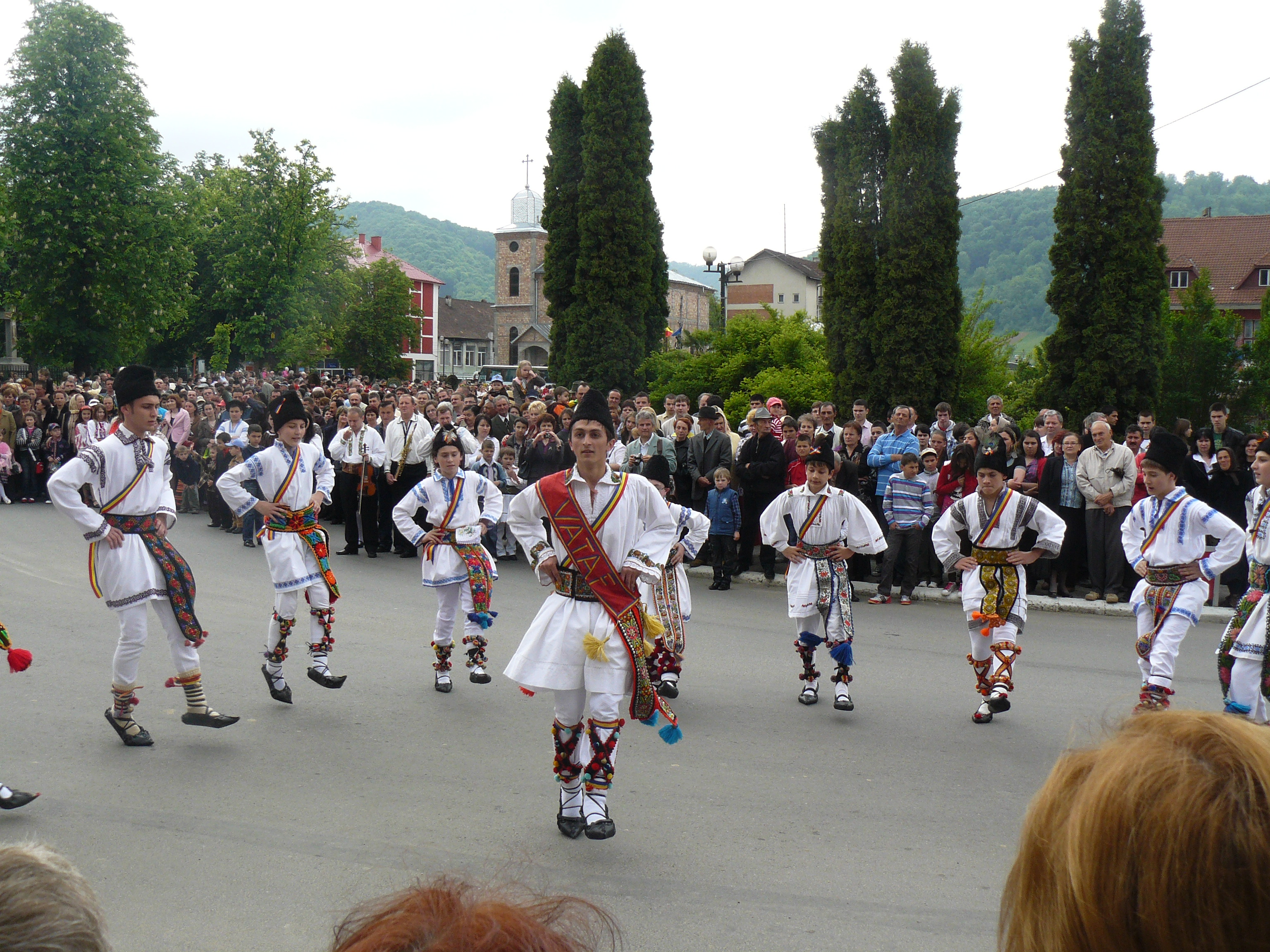
Taniec căluș, 2010

Călușari (wym. [kəluˈʃarʲ]; mołd. кэлушари, căluşari; bułg. калушари, русалии; mac. русалии) – członkowie tradycyjnego sekretnego bractwa w Rumunii, Mołdawii, Bułgarii, Macedonii praktykującego rytualny taniec akrobatyczny căluș, rusalii.
W 2005 roku taniec căluș został proklamowany arcydziełem ustnego i niematerialnego dziedzictwa ludzkości, a w 2008 roku wpisany na listę niematerialnego dziedzictwa UNESCO.

## Opis
Według rumuńskiego etnografa Mircei Eliadego, nazwa călușari pochodzi od łac. caballus, czyli koń. Patronką bractwa jest „królowa wróżek” Herodiada (Doamna Zînelor) – lokalne wcielenie bogini Diany. Młodzi mężczyźni wprowadzani są do grupy przez mistrza (vatafa) posiadającego wiedzę tajemną, przekazaną mu przez przodków (descântece). Członkowie bractwa noszą pałki i miecze, a także drewnianą głowę konia i proporzec, na który składają przysięgę wierności.
Według lokalnych wierzeń, Călușari byli obdarzeni mocą uzdrawiania, którą uwalniali poprzez rytualny taniec – căluș. Călușari mieli uzdrawiać chorych, na których choroby sprowadziły wróżki „zîne”, szczególnie aktywne w okresie pomiędzy Wielkanocą a Zielonymi Świątkami. Grupy tancerzy wędrowały od domu do domu, obiecując mieszkańcom zdrowie i dobrobyt. Najlepszą ochronę przed „zînami” zapewniał czosnek i bylica, stąd călușari żuli dużo czosnku, a nawet w celu uzdrowienia pacjenta pluli mu czosnkiem w twarz. Początków rytuału upatruje się w pogańskich obrzędach w intencji płodności, wykorzystujących symbol konia czczonego jako ucieleśnienie słońca.
Rytuał obejmuje tańce, scenki i piosenki odgrywane przy akompaniamencie dwóch par skrzypiec i akordeonu. Tancerze ubrani w tradycyjne stroje – haftowane koszule, spodnie z dzwoneczkami i kolorowe kapelusze, wykonują złożony taniec akrobatyczny z podskokami, przytupami i stukaniem obcasami. Călușari mieli posiadać umiejętność sprawiania wrażenia, że fruwają w powietrzu – jak wróżki „zîne”.